# Österreich-Rundfahrt 2009
L'Österreich-Rundfahrt 2009, sessantunesima edizione della corsa, si svolse dal 5 al 12 luglio su un percorso di 1209 km ripartiti in 8 tappe, con partenza da Dornbirn e arrivo a Vienna. Fu vinto dallo svizzero Michael Albasini della Team Columbia davanti all'ucraino Ruslan Pidhornyj e al bielorusso Branislau Samoilau.

## Tappe
| Tappa  | Data      | Percorso                                                  | km    | Vincitore di tappa | Leader cl. generale |
| ------ | --------- | --------------------------------------------------------- | ----- | ------------------ | ------------------- |
| 1ª     | 5 luglio  | Dornbirn > Dornbirn                                       | 141,9 | André Greipel      | André Greipel       |
| 2ª     | 6 luglio  | Landeck > Kitzbühel                                       | 183,2 | Michael Albasini   | Michael Albasini    |
| 3ª     | 7 luglio  | Kitzbühel > Prägraten                                     | 183,7 | Pieter Weening     | Michael Albasini    |
| 4ª     | 8 luglio  | Lienz > Wolfsberg                                         | 217,2 | Jan Bárta          | Michael Albasini    |
| 5ª     | 9 luglio  | Wolfsberg > Judendorf-Straßengel                          | 138,9 | Dries Devenyns     | Michael Albasini    |
| 6ª     | 10 luglio | Sankt Pölten > Horn                                       | 189   | André Greipel      | Michael Albasini    |
| 7ª     | 11 luglio | Podersdorf am See > Podersdorf am See (cron. individuale) | 26,3  | Koos Moerenhout    | Michael Albasini    |
| 8ª     | 12 luglio | Podersdorf am See > Vienna                                | 128,7 | André Greipel      | Michael Albasini    |
| Totale | Totale    | Totale                                                    | 1209  |                    |                     |

## Dettagli delle tappe

### 1ª tappa
- 5 luglio: Dornbirn > Dornbirn – 141,9 km

| Pos. | Corridore       | Squadra       | Tempo    |
| ---- | --------------- | ------------- | -------- |
| 1    | André Greipel   | Columbia      | 3h15'03" |
| 2    | Graeme Brown    | Rabobank      | s.t.     |
| 3    | Manuel Belletti | Diquigiovanni | s.t.     |

| Pos. | Corridore     | Squadra  | Tempo    |
| ---- | ------------- | -------- | -------- |
| 1    | André Greipel | Columbia | 3h14'52" |
| 2    | Martin Velits | Milram   | a 2"     |
| 3    | Graeme Brown  | Rabobank | a 5"     |

### 2ª tappa
- 6 luglio: Landeck > Kitzbühel – 183,2 km

| Pos. | Corridore        | Squadra           | Tempo    |
| ---- | ---------------- | ----------------- | -------- |
| 1    | Michael Albasini | Columbia          | 4h18'21" |
| 2    | Giampaolo Caruso | Ceramica Flaminia | a 5"     |
| 3    | Ruslan Pidhornyj | ISD-Neri          | a 38"    |

| Pos. | Corridore        | Squadra           | Tempo    |
| ---- | ---------------- | ----------------- | -------- |
| 1    | Michael Albasini | Columbia          | 7h33'14" |
| 2    | Giampaolo Caruso | Ceramica Flaminia | a 9"     |
| 3    | Ruslan Pidhornyj | ISD-Neri          | a 44"    |

### 3ª tappa
- 7 luglio: Kitzbühel > Prägraten – 183,7 km

| Pos. | Corridore            | Squadra       | Tempo    |
| ---- | -------------------- | ------------- | -------- |
| 1    | Pieter Weening       | Rabobank      | 5h04'56" |
| 2    | Leonardo Bertagnolli | Diquigiovanni | a 4"     |
| 3    | Branislau Samoilau   | Quick Step    | a 16"    |

| Pos. | Corridore          | Squadra           | Tempo     |
| ---- | ------------------ | ----------------- | --------- |
| 1    | Michael Albasini   | Columbia          | 12h38'27" |
| 2    | Giampaolo Caruso   | Ceramica Flaminia | a 11"     |
| 3    | Kevin Seeldraeyers | Quick Step        | a 59"     |

### 4ª tappa
- 8 luglio: Lienz > Wolfsberg – 217,2 km

| Pos. | Corridore            | Squadra       | Tempo    |
| ---- | -------------------- | ------------- | -------- |
| 1    | Jan Bárta            | KTM-Junkers   | 5h20'48" |
| 2    | Joaquin Novoa Mendez | Cervélo       | a 9"     |
| 3    | Luis Ángel Maté      | Diquigiovanni | a 1'06"  |

| Pos. | Corridore          | Squadra           | Tempo     |
| ---- | ------------------ | ----------------- | --------- |
| 1    | Michael Albasini   | Columbia          | 18h10'10" |
| 2    | Giampaolo Caruso   | Ceramica Flaminia | a 11"     |
| 3    | Kevin Seeldraeyers | Quick Step        | a 59"     |

### 5ª tappa
- 9 luglio: Wolfsberg > Judendorf-Straßengel – 138,9 km

| Pos. | Corridore      | Squadra    | Tempo    |
| ---- | -------------- | ---------- | -------- |
| 1    | Dries Devenyns | Quick Step | 3h23'15" |
| 2    | Jeremy Hunt    | Cervélo    | a 16"    |
| 3    | Maxim Belkov   | ISD-Neri   | a 22"    |

| Pos. | Corridore          | Squadra           | Tempo     |
| ---- | ------------------ | ----------------- | --------- |
| 1    | Michael Albasini   | Columbia          | 21h35'10" |
| 2    | Giampaolo Caruso   | Ceramica Flaminia | a 11"     |
| 3    | Kevin Seeldraeyers | Quick Step        | a 59"     |

### 6ª tappa
- 10 luglio: Sankt Pölten > Horn – 189 km

| Pos. | Corridore         | Squadra    | Tempo    |
| ---- | ----------------- | ---------- | -------- |
| 1    | André Greipel     | Columbia   | 3h33'11" |
| 2    | Graeme Brown      | Rabobank   | s.t.     |
| 3    | Sebastian Siedler | Vorarlberg | s.t.     |

| Pos. | Corridore          | Squadra           | Tempo     |
| ---- | ------------------ | ----------------- | --------- |
| 1    | Michael Albasini   | Columbia          | 25h08'21" |
| 2    | Giampaolo Caruso   | Ceramica Flaminia | a 11"     |
| 3    | Kevin Seeldraeyers | Quick Step        | a 59"     |

### 7ª tappa
- 11 luglio: Podersdorf am See > Podersdorf am See (cron. individuale) – 26,3 km

| Pos. | Corridore       | Squadra  | Tempo  |
| ---- | --------------- | -------- | ------ |
| 1    | Koos Moerenhout | Rabobank | 31'36" |
| 2    | Svein Tuft      | Garmin   | a 2"   |
| 3    | László Bodrogi  | Katusha  | a 15"  |

| Pos. | Corridore          | Squadra    | Tempo     |
| ---- | ------------------ | ---------- | --------- |
| 1    | Michael Albasini   | Columbia   | 25h40'34" |
| 2    | Ruslan Pidhornyj   | ISD-Neri   | a 1'12"   |
| 3    | Branislau Samoilau | Quick Step | a 2'20"   |

### 8ª tappa
- 12 luglio: Podersdorf am See > Vienna – 128,7 km

| Pos. | Corridore       | Squadra           | Tempo    |
| ---- | --------------- | ----------------- | -------- |
| 1    | André Greipel   | Columbia          | 2h33'31" |
| 2    | Graeme Brown    | Rabobank          | s.t.     |
| 3    | Bernardo Riccio | Ceramica Flaminia | s.t.     |

| Pos. | Corridore          | Squadra    | Tempo     |
| ---- | ------------------ | ---------- | --------- |
| 1    | Michael Albasini   | Columbia   | 28h14'05" |
| 2    | Ruslan Pidhornyj   | ISD-Neri   | a 1'12"   |
| 3    | Branislau Samoilau | Quick Step | a 2'20"   |

## Classifiche finali

### Classifica generale
| Pos. | Corridore          | Squadra                         | Tempo     |
| ---- | ------------------ | ------------------------------- | --------- |
| 1    | Michael Albasini   | Team Columbia                   | 28h14'05" |
| 2    | Ruslan Pidhornyj   | ISD-Neri                        | a 1'12"   |
| 3    | Branislau Samoilau | Quick Step                      | a 2'20"   |
| 4    | Kevin Seeldraeyers | Quick Step                      | a 2'42"   |
| 5    | Francesco Reda     | Quick Step                      | a 2'51"   |
| 6    | Pieter Weening     | Rabobank                        | a 2'59"   |
| 7    | Giampaolo Caruso   | Ceramica Flaminia-Bossini Docce | a 3'05"   |
| 8    | Stefan Denifl      | Elk Haus                        | a 3'37"   |
| 9    | Jelle Vanendert    | Silence-Lotto                   | a 5'30"   |
| 10   | Thomas Peterson    | Garmin-Slipstream               | a 5'36"   |